# Zarządzanie różnorodnością
Zarządzanie różnorodnością (ang. Diversity Managment) – strategia zarządzania personelem, która zakłada, że różnorodność w miejscu pracy jest jednym z kluczowym zasobów organizacji, przyczyniającym się do jej rozwoju oraz realizacji celów biznesowych.
D.A. Thomas zdefiniował zarządzanie różnorodnością jako zagregowany efekt subsystemu zarządzania zasobami ludzkimi, zawierający rekrutacje, wynagrodzenia, ocenę wydajności, rozwój pracowników i indywidualne zachowania zarządcze mające na celu osiągnięcie przewagi konkurencyjnej poprzez przywództwo i pracę zespołową.

## Geneza zarządzania różnorodnością
Koncepcja zarządzania różnorodnością pochodzi z USA i powstała w związku z barierami integracyjnymi mniejszości na rynku pracy. Na rozwój tej koncepcji w Europie Zachodniej znaczny wpływ miało prawo wspólnotowe zawierające zasadę równości szans (początkowo związaną głównie z płcią) oraz dyrektywy równościowe.

## Współczesne rozumienie zarządzania różnorodnością
Zarządzanie różnorodnością jest strategicznymi wyborami podejmowanymi w organizacji w kwestii różnorodności (pod względem płci, wieku, wykształcenia, orientacji seksualnej czy niepełnosprawności).
Zarządzanie różnorodnością w miejscu pracy to zrozumienie, że różnice między ludźmi zarówno w miejscu pracy, jak i na rynku pracy mogą przyczynić się do osiągnięcia korzyści przez firmę.
Zarządzanie różnorodnością dotyczy sposobu kreowania polityki personalnej organizacji pozwalającego na efektywne wykorzystanie puli talentów dostępnej na rynku pracy. Jest działaniem szerszym, niż wdrażanie praktyk antydyskryminacyjnych, bowiem zakłada stworzenie takich warunków instytucjonalnych w organizacji, w których każdy zatrudniony ma szansę, na pełną partycypację w jej rozwoju.
Skuteczne zarządzanie różnorodnością polega na uznawaniu odmienności i różnic indywidualnych pracowników oraz zapobieganiu sytuacjom, w których pracownicy są z powodu swojej odmienności dyskryminowani. Zarządzanie różnorodnością nie jest zbiorem przypadkowych działań, lecz przemyślaną strategią, zakładającą, że rozwój firmy oraz realizacja jej celów biznesowych będą skuteczniejsze, jeśli dostrzeże się i wykorzysta różne doświadczenia oraz potrzeby występujące w organizacji i w jej otoczeniu.
Zarządzanie różnorodnością należy rozumieć szerzej niż samą różnorodność.

## Cele zarządzania różnorodnością
Cele zarządzania różnorodnością:
- zapobieganie dyskryminacji
- tworzenie odpowiednich warunków
- tworzenie pracownikom warunków rozwoju
- podnoszenie konkurencyjności
- podnoszenie jakości
- podnoszenie lojalności i zaangażowania pracowników
- budowanie wizerunku przedsiębiorstwa (employer branding)

## Korzyści zarządzania różnorodnością
Korzyści z zarządzania różnorodnością:
- umacnianie wartości kultury wewnątrzorganizacyjnej
- wzmacnianie dobrej opinii (reputacji) korporacji

- pomoc w przyciąganiu i utrzymaniu utalentowanych pracowników
- polepszanie motywacji i efektywności istniejącej kadry
- zwiększanie innowacyjności i kreatywności pracowników.

## Sposoby zarządzania różnorodnością
Sposoby zarządzania różnorodnością:
- prowadzenie szkoleń dla pracowników
- tworzenie planów różnorodności
- stosowanie wskaźnika Diversity Index
- tworzenie narzędzi budowy strategii personalnej
- narzędzia controlingu personalnego